# Amadou Karim Gaye
Pour les articles homonymes, voir Gaye (homonymie).
Le docteur Amadou Karim Gaye (Saint-Louis (Sénégal), 8 novembre 1913 - Dakar, 2 octobre 2000) est un homme politique sénégalais, tour à tour docteur vétérinaire, militaire, et ministre à plusieurs reprises.
Né à Saint-Louis – alors capitale du Sénégal –, il fut à la fois un musulman fervent et se montra tolérant à l'égard du christianisme, seconde confession monothéiste présente au Sénégal.
À sa disparition le 2 octobre 2000, à la suite d'une courte maladie, le cardinal Hyacinthe Thiandoum, l'ancien archevêque de Dakar à qui il était lié par une amitié remontant à 1957, en a témoigné devant ses proches lors de la cérémonie de troisième jour du décès.

## Biographie
Il mémorisa le coran à l'âge de 12 ans, puis convainquit son père de l'inscrire à l'école occidentale à une période où il était mal vu dans certains milieux traditionnels fortement imprégnés de culture islamique de fréquenter l'école des colons. Il a été l'un des premiers boursiers à faire des études universitaires en France.
Diplômé de l'École nationale de médecine vétérinaire de Maison-Alfort en France, il passe ces étés en stage chez le docteur Luquet à Rouen. Il était, avec les Léopold Sédar Senghor, Ousmane Socé Diop et autres Birago Diop, de la première génération de bacheliers sénégalais d'avant-guerre qui, pour la plupart, poursuivirent leurs études en France. Il obtient également le diplôme de l’Institut d’élevage et de Médecine vétérinaire exotique.
Le 15 octobre 1938, il est élève officier à l'École des officiers français de cavalerie de Saumur.
Le 15 mars 1939, il est nommé vétérinaire sous-lieutenant de réserve.
D'avril 1939 à septembre 1939 il est affecté dans les troupes françaises du Maroc au Service vétérinaire de la place de Marrakech.
Le 2 septembre 1939, il est nommé chef du service vétérinaire du 6e RTS à Rabat.
Le 14 avril 1940, il est chef du service vétérinaire du territoire de Ouarzazate.
Le 22 juillet 1940, il est nommé chef du service vétérinaire du Tafilalet à Ksar El Souk.
Il est ensuite affecté dans les troupes françaises de l’Afrique occidentale française. Une mutinerie de tirailleurs sénégalais nécessita leur retour des troupes au Sénégal. Il rentra au Sénégal à cette occasion.
De novembre 1940 à novembre 1946, il est placé en position de vétérinaire sous-lieutenant hors cadre. Il est versé dans le corps des vétérinaires-inspecteurs des services de l’élevage et des industries animales de la France d’outre-mer.
Le 1er avril 1946, il est promu vétérinaire lieutenant. Le 1er avril 1956, il est promu vétérinaire capitaine puis vétérinaire commandant pour prendre rang à compter du 1er avril 1962.

### Carrière administrative
Il appartient au corps des vétérinaires-inspecteurs des services de l’élevage et des industries animales de la France d’outre-mer.
Il est vétérinaire-inspecteur général honoraire et membre correspondant de l’Académie vétérinaire de France.

## Fonctions politiques

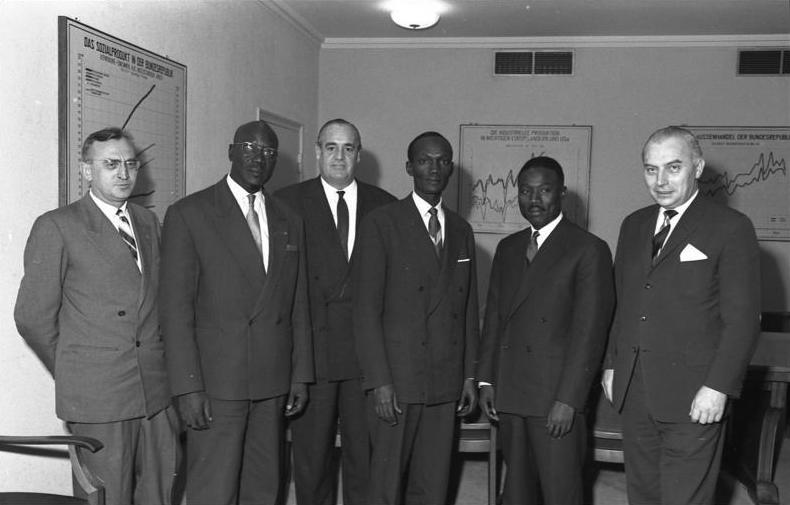
Amadou Karim Gaye en visite à Bonn en 1960 (3e en partant de la droite).

De novembre 1946 à mars 1952, il est conseiller général du Sénégal.
De novembre 1947 à mars 1952, il est président de la commission permanente du conseil général du Sénégal.
De janvier à avril 1959, il est ministre de l’Éducation nationale.
D'avril 1959 à mai 1961, il est ministre délégué à la présidence du Conseil, chargé du Plan, du Développement et de l’Économie générale dans le gouvernement du président du Conseil Mamadou Dia.
De mai 1961 à octobre 1962, il est ministre du Plan et de la Coopération technique.
D'octobre à novembre 1962, il est ministre de l’Assistance technique et de la Coopération.
Du 12 novembre au 19 décembre 1962, il occupe les fonctions de ministre du Travail, de la Fonction publique et des Affaires sociales.
Du 19 décembre 1962 au 18 mars 1965, il est ministre de l’Économie rurale.
Du 18 mars 1965 au 6 juin 1968, il est ministre des Forces armées. Il a pour aide de camp le capitaine Lamine Cissé
et pour directeur de cabinet Alioune Badara Thiendella Fall, ENFOM.
Du 6 juin 1968 au 15 juin 1972, il occupe les fonctions de ministre des Affaires étrangères. Il conserve son poste en février 1970 dans le gouvernement de Abdou Diouf. Il a pour directeur de cabinet Babacar Ba.
Du juin 1972 au novembre 1975, il est président du Conseil économique et social.

### Fonction dans les organisations internationales
En novembre 1975, il accède au poste de secrétaire général de l'Organisation de la conférence islamique (OCI) avec résidence à Djeddah. Il remplace à ce poste l'égyptien Hassan Touhami. En janvier 1980, le tunisien Habib Chatti lui succède.

### Fonction dans le secteur privé
De décembre 1980 à mai 1984, il présidera le conseil d'administration de la Banque internationale pour l'Afrique occidentale (BIAO).

### Autres activités
Il fut aussi premier président de la Fédération sénégalaise des sports équestres, le général Jean Alfred Diallo en était le second président.

## Distinctions
Le Dr Amadou Karim Gaye est titulaire de plusieurs décorations nationales et étrangères.
- Lauréat de la faculté de médecine de Paris et de l’École nationale vétérinaire d’Alfort
- Médaille de bronze des facultés de médecine
- Grand-croix de l’ordre national du Lion
- Grand officier de la Légion d'honneur le 6 avril 1971
- Ordre national du Mérite

## Famille
Il est le père du général Babacar Gaye, de l'artiste-peintre Anta Germaine Gaye et grand-père du réalisateur Thibaut de Longeville.